# Söding-Sankt Johann
Söding-Sankt Johann è un comune austriaco di 4 043 abitanti nel distretto di Voitsberg, in Stiria. È stato creato il 1º gennaio 2015 dalla fusione dei precedenti comuni di Sankt Johann-Köppling e Söding; capoluogo comunale è Kleinsöding.